# Campeonato Nacional de Rodeo
El Campeonato Nacional de Rodeo, popularmente denominado Champion de Chile o simplemente El Chileno, es la principal cita deportiva del rodeo chileno. Se realiza durante el otoño austral (generalmente en el mes de abril) en la Medialuna Monumental de Rancagua, y es organizado por la Federación del Rodeo Chileno. En este campeonato se reúnen las «colleras» (parejas de jinetes) que hayan clasificado en el país, y atrae a una gran cantidad de aficionados de todo Chile.
Durante la temporada 1948-1949 comenzó el Campeonato Nacional y desde aquel momento se ha realizado todos los años, con excepción del Campeonato Nacional de Rodeo de 2020, que estaba programado entre el 2 y el 5 de abril de 2020, pero fue suspendido por la pandemia de COVID-19. En sus primeros años este campeonato se realizaba en distintas ciudades sedes, aunque desde 1975 se ha realizado solo en Rancagua, conocida como la Capital del Rodeo. El público usa tradicionalmente el sombrero chupalla.
En sus más de setenta ediciones, el Champion de Chile ha consagrado a una serie de colleras que han logrado el título nacional. Juan Carlos Loaiza se ha proclamado campeón nacional en nueve oportunidades, siendo el jinete más laureado; lo siguen el ya fallecido Ramón Cardemil junto con Eduardo Tamayo, ambos con siete títulos. La edición de 2025, fue ganada por los jinetes del Criadero Peleco, Gustavo Valdebenito y Felipe Garcés.
Este campeonato no solo es la final del rodeo, sino que también corona a los especialistas en el movimiento de la rienda. Esta tradicional prueba se realiza unas horas antes que la gran final del rodeo. Con trece títulos, Luis Eduardo Cortés es el jinete que más campeonatos de rienda ha conseguido.

## Historia

### Orígenes y primeros campeonatos
El rodeo se ha disputado en Chile desde la Colonia (1598-1810). Sin embargo, después de que se desarrollara como deporte, solo lo practicaba la gente de campo y no estaba debidamente organizado. Posteriormente, este deporte se comenzó a reglamentar y se realizaron distintos rodeos en las zonas rurales. Antes de la realización de un campeonato nacional, solamente se disputaban rodeos locales en distintas localidades a lo largo de Chile. El primer antecedente de la realización de un campeonato nacional fue el llamado "Gran rodeo de todos los tiempos" disputado en Victoria en 1914.
En 1948 nació la idea de organizar, en la entonces recién inaugurada Medialuna de Rancagua, un campeonato en que participaran las colleras que en todo ese año se habían coronado como ganadores en a lo menos un rodeo. Es así como en 1949 se efectuó el Primer Campeonato Nacional de Rodeo en la ciudad de Rancagua, y los primeros campeones fueron Ernesto Santos y José Gutiérrez, quienes montaron a Bototo y Vanidosa y alcanzaron la suma de quince puntos. Los vicecampeones fueron Héctor Santos y Julio Santos en Clarín y Ajiaco con doce puntos, mientras que terceros campeones resultaron los jinetes René Urzúa y Nano Ramírez en Buena Chica y Pelagia, quienes no pudieron ganar el desempate por el segundo lugar. Ese torneo fue conocido como El Champion de los Champions y con el pasar de los años se comenzó a hacer cada vez más popular.

### Década de 1950
El segundo campeonato se realizó en San Fernando en 1950 y fue ganado por Roberto Palacios y Jesús Regalado Bustamante, quienes marcaron 16 puntos buenos en Caduca y Satín. En 1951 el campeonato volvió a realizarse en Rancagua y por primera vez se pasa la barrera de los 20 puntos buenos: Manuel Bustamante y Antonio Ríos marcaron 21 puntos en Prestigio y Pichanguero.
En esta década apareció un personaje célebre, René Urzúa. Este deportista se coronó campeón en 1952, 1953 y 1957, siendo el primer jinete en alcanzar dos campeonatos en forma consecutiva, además de ser el primero en tener tres títulos nacionales. René Urzúa logró sus tres campeonatos con tres compañeros distintos: Francisco Jara, Pedro Lorca y Luis Mayol.
El conocido rodeo de Los Andes se volvió más famoso en 1954, cuando se realizó el Chileno en dicha ciudad. Alberto Montt y Mario Molina en Perro y Estropajo, respectivamente, fueron los campeones. El año siguiente, en Melipilla, Santiago Urrutia y Atiliano Urrutia lograron el título en Marmota y Mentita, fue el primer nacional para Don Chanca.
Abelino Mora ganó su primer título nacional en Chillán en 1956, acompañado por Eliseo Calderón. Gracias a esos recordados jinetes el título de campeones volvió a ser de Temuco, después de la primera edición con Ernesto Santos y José Gutiérrez. Al igual que en 1953, en 1957 se volvió a disputar el máximo trofeo del rodeo en la ciudad de Curicó, y nuevamente el campeón fue René Urzúa, esta vez junto a Luis Mayol. Al año siguiente los campeones fueron Alejandro Hott y Julio Hott en Osorno y Eduardo Siebet con Raúl González ganaron el título en 1959 en Melipilla.

### Década de 1960
La década de 1960 fue conocida como la época dorada del rodeo chileno. En 1962 el rodeo fue declarado el deporte nacional de Chile, también se comenzó a regir este deporte por la Federación del Rodeo Chileno y se realizó un cambio en el reglamento, siendo mucho más estricto y con jurados profesionales. Este reglamento fue publicado gracias al trabajo de Jorge Lasserre Lafontaine. Pero por lo que más es recordada esta época es por los grandes jinetes, destacando Ramón Cardemil, Ruperto Valderrama, Abelino Mora, Segundo Zúñiga, Santiago Urrutia, José Manuel Aguirre, Aliro Pérez y muchos otros.
La collera del Criadero Santa Elba y de la Asociación Curicó, compuesta por Ramón Cardemil y Ruperto Valderrama, dominaron gran parte de la época dorada del rodeo chileno. Juntos alcanzaron los títulos nacionales de 1962, 1963, 1965, 1967 y 1968. Ramón Cardemil alcanzó posteriormente dos títulos más, junto a Manuel Fuentes y con siete títulos nacionales se consolidó como el jinete más ganador de la historia.
Muchos expertos del rodeo no dudan en afirmar que Segundo Zúñiga fue uno de los mejores jinetes que ha conocido el rodeo chileno, sin embargo solo alcanzó a obtener un título de campeón nacional. Fue en 1960 junto a Rodolfo Bustos y montando a Por si Acaso y Broche, llevándose el título de campeón a San Carlos. 
En 1961 se disputó en Maipú el primer campeonato bajo la regulación de la Federación del Rodeo Chileno. A partir de ese momento se lleva un registro completo de los campeonatos ya que antes de esa fecha no existe mayor información porque muchos datos fueron perdidos. Ese campeonato fue ganado por Abelino Mora y Miguel Lamoliatte, jinetes representantes de Temuco, quienes montaron a Aceitaíta y Pluma y totalizaron 19 puntos. Posteriormente el champion se realizó en Los Ángeles y fue el primer título para Ramón Cardemil y Ruperto Valderrama, quienes montaron a Manicero y Matucho y marcaron 19 puntos. Al año siguiente, en la ciudad de Linares, volvieron a ganar esta vez montando a Envidia y Venganza con 18 puntos. 
En 1964 José Manuel Aguirre logró su único título nacional de rodeo. Fue junto a su hermano Guillermo en Ovalle. Este jinete ha sido históricamente uno de los mejores exponentes del movimiento de la rienda, prueba en la que ganó siete títulos nacionales. En 1965 ganó la misma collera que en 1962, esa vez el champion fue disputado por segunda vez en la ciudad de San Fernando. En Valdivia 1966 Abelino Mora ganó su último nacional. Fue nuevamente junto a Miguel Lamoliatte y marcando 24 puntos y un nuevo récord. 
Ramón Cardemil y Ruperto Valderrama ganaron los campeonatos de 1967 y 1968. Este último campeonato fue ganado con 29 puntos marcando un récord que recién sería superado 20 años más tarde y con un nuevo sistema de puntuación. El último Chileno de la época dorada se disputó en Talca en 1969. Santiago Urrutia y Samuel Parot marcaron 27 puntos sobre los lomos de Barranco y Huachipato.

### Década de 1970
A diferencia de la década de 1960, donde los claros dominadores fueron Ramón Cardemil y Ruperto Valderrama, a partir de 1970 comenzaron los campeonatos a hacerse muchos más disputados. A pesar de esto último lograron destacar jinetes como Ricardo de la Fuente, Manuel Fuentes, Pablo Quera, Raúl Cáceres y Samuel Parot, entre otros. 
Esta década partió muy bien para la Asociación Curicó. En 1970, Pablo Quera y Raúl Cáceres, en Chinganero y Barquillo, salieron campeones con 25 puntos. Al año siguiente Carlos Gaedicke y Arno Gaedicke ganaron el título en Talca. En 1972 Ricardo de la Fuente obtuvo su primer título nacional, junto a Ubaldo García alcanzaron el primer lugar en Rancagua. Ese fue el primer campeonato que fue televisado en vivo para todo Chile, la estación televisiva encargada de esta histórica transmisión fue Televisión Nacional de Chile.
1973 fue el único año de la década que logró campeonar Ramón Cardemil, que junto a Manuel "Farolito" Fuentes marcaron 22 puntos en Tabacón y Trampero.
En 1974 se disputó el último campeonato nacional de Chile en una ciudad distinta de Rancagua. El histórico Campeonato Nacional de Rodeo de 1974 se disputó en Talca y fue ganado por Sergio Bustamante y Jesús Bustamante en Forastero y Carretera con 25 puntos. A partir de 1975 este campeonato comenzó a realizarse solo en la Medialuna de Rancagua, que era la de mejor estructura de Chile. Los primeros campeones en Rancagua como sede permanente fueron Pablo Quera y Raúl Cáceres, quienes alcanzaron su segundo título corriendo juntos. En 1976 la Asociación de Rodeo de Rancagua alcanzó su primer título nacional por medio de Ramón González y Pedro Vergara. 
En el Campeonato Nacional de Rodeo de 1977 un joven Eduardo Tamayo junto al experimentado Samuel Parot, obtuvieron el título de campeones. El campeonato de 1978 lo ganaron Luis Domínguez y Alberto Schwalm, mientras que el de 1979 lo ganaron Ricardo de la Fuente y Julio Buschmann.
Como estadística de esta década se puede destacar, a diferencia de la de 1960, la gran diversidad de colleras campeonas. En 10 campeonatos realizados, 17 distintos jinetes fueron campeones, solo se repitieron el plato Pablo Quera, Raúl Cáceres y Ricardo de la Fuente. La asociación con más títulos fue Osorno, sus jinetes alcanzaron la gloria en 1972, 1977, 1978 y 1979. En tanto Curicó alcanzó los títulos de 1970, 1973 y 1975.

### Década de 1980
En el campeonato de 1980 Ricardo de la Fuente alcanzó su tercer título nacional y segundo consecutivo. Esta vez fue acompañado por Enrique Schwalm, jinete que con tan solo 19 años se convirtió en el más joven en ganar un Champion de Chile. Al año siguiente ocurrió todo lo contrario, Ramón Cardemil alcanzó su séptimo y último título nacional. Cardemil salió campeón con 64 años, todo un récord de edad, nuevamente acompañado de "Farolito" Fuentes y montando a Bellaco y Rival con 22 puntos.
En 1982 el título se fue para Mulchén, René Guzmán y Boris Guzmán en Taponazo y Enzarte lograron el campeonato. Al año siguiente Leonardo García, años más tarde presidente de la Federación del Rodeo Chileno, ganó el título de campeón junto a Daniel Rey, venciendo por apenas un punto a Eugenio Mendoza y Juan Carlos Loaiza. 
El Campeonato Nacional de Rodeo de 1984 resultó lleno de emociones. Felipe Jiménez y Hugo Navarro habían marcado 26 puntos al finalizar el cuarto animal, misma cifra que Miguel Lamoliatte y Daniel Rey y que Ricardo de la Fuente y Enrique Schwalm. En el desempate los primeros alcanzaron 5 puntos contra solo 2 de Lamoliatte y Rey, por su parte De la Fuente y Schwalm realizaron 2 puntos malos y el techo del rodeo era tocado por los entonces jóvenes jinetes, Hugo Navarro tenía 26 años y Felipe Jiménez solo 24. En 1985, por primera vez, padre e hijo se consagraron campeones, Hernán y Juan Pablo Cardemil en Atinada y Rumena se llevaron el título a Curicó, igual que al año siguiente con Guillermo Barra y Hugo Cardemil.
Al comenzar esta década salió a la luz un gran jinete, Juan Carlos Loaiza. Este destacado jinete alcanzó el título en forma consecutiva en 1987 y 1988 de la mano de Carlos Mondaca. En el Campeonato Nacional de Rodeo de 1988 debutó el sistema de los clasificatorios y el puntaje subió en los campeonatos, Loaiza y Mondaca realizaron la suma de 35 puntos buenos, superando el récord de 29 puntos de Cardemil y Valderrama en 1968. La final de aquel campeonato fue catalogada por la prensa y por el público en general como espectacular, donde Loaiza ya impartiendo hace un tiempo el estilo de correr "encanchado" al novillo, comenzó a demostrar madurez y efectividad en las quinchas pocas veces antes vista por un jinete.
En cuanto a caballos el potro Reservado fue el más destacado de esos años, teniendo un récord de tres campeonatos ganados (1990, 1991 y 1993) y dos segundos lugares (1986 y 1992). Este caballo fue montado primero por Guillermo Barra y posteriormente por José Astaburuaga y se consolidó como el mejor caballo de fines de la década de 1980 y principios de la de 1990.
En 1989 Rancagua alcanzó su segundo título. Jesús Bustamante y Vicente Yáñez en Estribillo II y Consejero ganaron con 34 puntos.

### Década de 1990, una nueva medialuna
A comienzos de la década de 1990 Hugo Cardemil y José Astaburuaga fueron los amplios dominadores del campeonato. Juntos ganaron los champions de 1990, 1991 y 1993.
En estos años campeonaron jinetes como Jesús Bustamante, Vicente Yáñez, Juan Carlos Loaiza, Eduardo Tamayo, René Guzmán, José Manuel Rey, José Manuel Pozo, Alejandro Pozo, Mario Valencia y Cristián Ramírez. En 1994 se registró el primer título para el Criadero Santa Isabel, de propiedad de Agustín Edwards Eastman, Juan Carlos Loaiza y Eduardo Tamayo se titularon montando a las yeguas Esbelta y Escandalosa con 35 puntos. 
En 1995 por primera vez en la historia se alcanzaron los 40 puntos en la Serie de Campeones. René Guzmán y José Manuel Rey en Pretal y Canteado alcanzaron esta cifra y además lograron el campeonato al año siguiente pero con 31 puntos. 
En 1997 se remodeló la medialuna rancagüina, llegando a ser uno de los principales centros deportivos del país y el anfiteatro ecuestre más grande de América del Sur. Los primeros campeones en la nueva medialuna fueron los osorninos Alejandro Alvariño y Héctor Navarro en Amuleto y Morenita, marcando 33 puntos buenos.
En 1998 el título se resolvió por desempate. Los hermanos José Manuel y Alejandro Pozo obtuvieron 35 puntos, misma cifra que Eduardo Tamayo y Juan Carlos Loaiza. Los primeros alcanzaron 11 puntos, 7 más que los de Valdivia, llevándose el Campeonato Nacional a Talca. Al año siguiente el título se lo ganó la Asociación Valparaíso con Mario Valencia y Cristián Ramírez, con una gran suma de puntaje: 39 puntos. 
La remodelación de la Medialuna Monumental de Rancagua y la constante cobertura del rodeo en la televisión en esta década marcó una tendencia a que este deporte se hiciera más conocido en los sectores urbanos de Chile y además mucha gente de la ciudad, incluidos grandes empresarios comenzaron a interesarse en la práctica del rodeo. Estos empresarios comenzaron a invertir en el rodeo sobre todo en el aspecto de los criaderos. Esta práctica fue defendida por muchas personas del rodeo ya que se les daba más ingresos económicos al rodeo, pero fue muy criticada por otras, sobre todo los más antiguos en el rodeo ya que según ellos se comenzaron a perder algunas tradiciones y el rodeo podría perder su ambiente rústico que lo caracterizaba.

### SigloXXI

Juan Carlos Loaiza y Eduardo Tamayo han ganado juntos el campeonato nacional en seis oportunidades, siendo la collera de jinetes más ganadora del rodeo chileno.

El siglo XXI comenzó de excelente forma para el Criadero Santa Isabel que se consolidaba como uno de los más ganadores de la mano de Juan Carlos Loaiza. Este último jinete alcanzó en 2007 su séptima corona, empatando al mítico Ramón Cardemil. Con sus títulos consecutivos de 2000, 2001 y 2002 se convirtió en el primer jinete en ganar un tricampeonato. Además Talento, el potro que montó durante muchos años, en 2007 ganó su tercer título nacional (los otros fueron en 2000 y 2002), empatando a Reservado y Manicero. 
Antes de comenzar la serie de campeones del Campeonato Nacional de Rodeo de 2000, la Federación del Rodeo Chileno premió a los «mejores del siglo». Esta elección resultó muy discutida por el público en general, ya que se dejaron de lado a importantes jinetes y ejemplares. Los mejores jinetes del siglo en rodeo fueron Ramón Cardemil, Ricardo de la Fuente y Juan Segundo Zúñiga. Los mejores jinetes de movimiento de la rienda resultaron elegidos José Manuel Aguirre, Raúl Rey y Santiago Urrutia. También se premiaron a los caballos más destacados. En caballos los premiados fueron Angamos, Avispado y Tabacón; en yeguas fueron Pelotera, Percala, Pichicucha; y en potros Bellaco, El Huila y Reservado. Finalmente se distinguió a importantes ejemplares de rienda como a Abusadora, Cachupín y Carretero. Ese campeonato fue ganado por Juan Carlos Loaiza y Eduardo Tamayo en Talento y Escorpión marcando 40 puntos e igualando la marca de 1995. Al año siguiente repitió Loaiza, esta vez junto a Luis Eduardo Cortés en Banquero y Batuco con 41 puntos y un nuevo récord nacional. En 2002 Loaiza y Tamayo lograron su tercer título juntos, montando a Talento y Almendra. Por primera vez en la historia un jinete ganaba tres títulos consecutivos y se acercaba cada vez más a los campeonatos ganados por Ramón Cardemil.
El Campeonato Nacional de Rodeo de 2003 rompió la racha de tres campeonatos consecutivos para el Santa Isabel, pero no para la Asociación Valdivia. Sebastián Walker y Camilo Padilla, jinetes del Criadero Vista Volcán de Valdivia lograron el título en Destape y Lucero marcando 41 puntos e igualando el récord de 2001.
La sorpresa más grande de la década ocurrió en el Campeonato Nacional de Rodeo de 2004 cuando unos desconocidos jinetes de Linares obtuvieron la victoria. Gabriel Orphanopoulos y Mariano Torres triunfan en Ahí No Más y Guapetón, marcando 34 puntos, el puntaje más bajo de la década. Estos jinetes lograron romper los cuatro títulos consecutivos de la Asociación de Rodeo de Valdivia, que logró el título en 2000, 2001, 2002 y 2003 con Juan Carlos Loaiza, Eduardo Tamayo, Luis Eduardo Cortés, Sebastián Walker y Camilo Padilla. 
Cuando en 1988 Loaiza y Mondaca batieron el récord de Cardemil y Valderrama en 1968, se pensó que sería una marca nunca más superada; sin embargo, la marca fue batida en 1992 con 37 puntos, después en 1995 con 40 y en 2001 con 41. En 2003 Sebastián Walker y Camilo Padilla lograron empatar esa cifra, pero en el Campeonato Nacional de Rodeo de 2006 los hermanos Claudio y Rufino Hernández en Malulo y Estruendo, realizaron 48 puntos buenos, apenas cuatro unidades por debajo del máximo posible, siendo el actual récord nacional de Chile. Estos jinetes además de la histórica cifra alcanzaron su segundo título nacional ya que en 2005 habían logrado el título en Morenita e Inventada representando a su propio criadero, "El Sacrificio".
El Campeonato Nacional de Rodeo de 2008 fue la 60.ª edición y los campeones fueron Christian Pooley y Jesús Rodríguez, quienes montando a Rangoso y Canalla marcaron 37 puntos buenos, dos más que Camilo Padilla y Francisco Cardemil.
El campeonato de 2009 fue ganado por los jinetes del Criadero Santa Anita de Curimao, Emiliano Ruiz y José Tomás Meza, de la Asociación Cordillera, siendo la primera vez en la historia de este campeonato que dos jinetes de Santiago salen campeones.
La década de 2000 estuvo marcada por el fuerte dominio del Criadero Santa Isabel y también por las altas cifras de puntajes en las series de campeones. Además estuvo marcada por el dominio de Alfonso Navarro en el movimiento de la rienda, alcanzando los títulos de 2003, 2005 y 2006, además de los de 1998 y 1999.
El campeonato de 2010 fue ganado por Cristóbal Cortina y Víctor Vergara, jinetes de la Asociación Cordillera, quienes montaron a Cumpa y Tío Pedro. Por su parte los segundos campeones fueron José Luis y Jorge Ortega, jinetes de la Asociación Los Andes y del Criadero "El Trapiche", con 34 puntos; y el tercer lugar fue para Ricardo Bustamante y Eduardo Salas en Rociado y Viajero con 28 puntos y representando a Ñuble y Cauquenes. Al año siguiente, con la presencia en las tribunas de la Monumental del entonces presidente de Chile Sebastián Piñera, Germán Varela y Pedro Pablo Vergara logran su primer campeonato, montando a Fogoso y Puntilla con 35 puntos, el puntaje más bajo de la década.

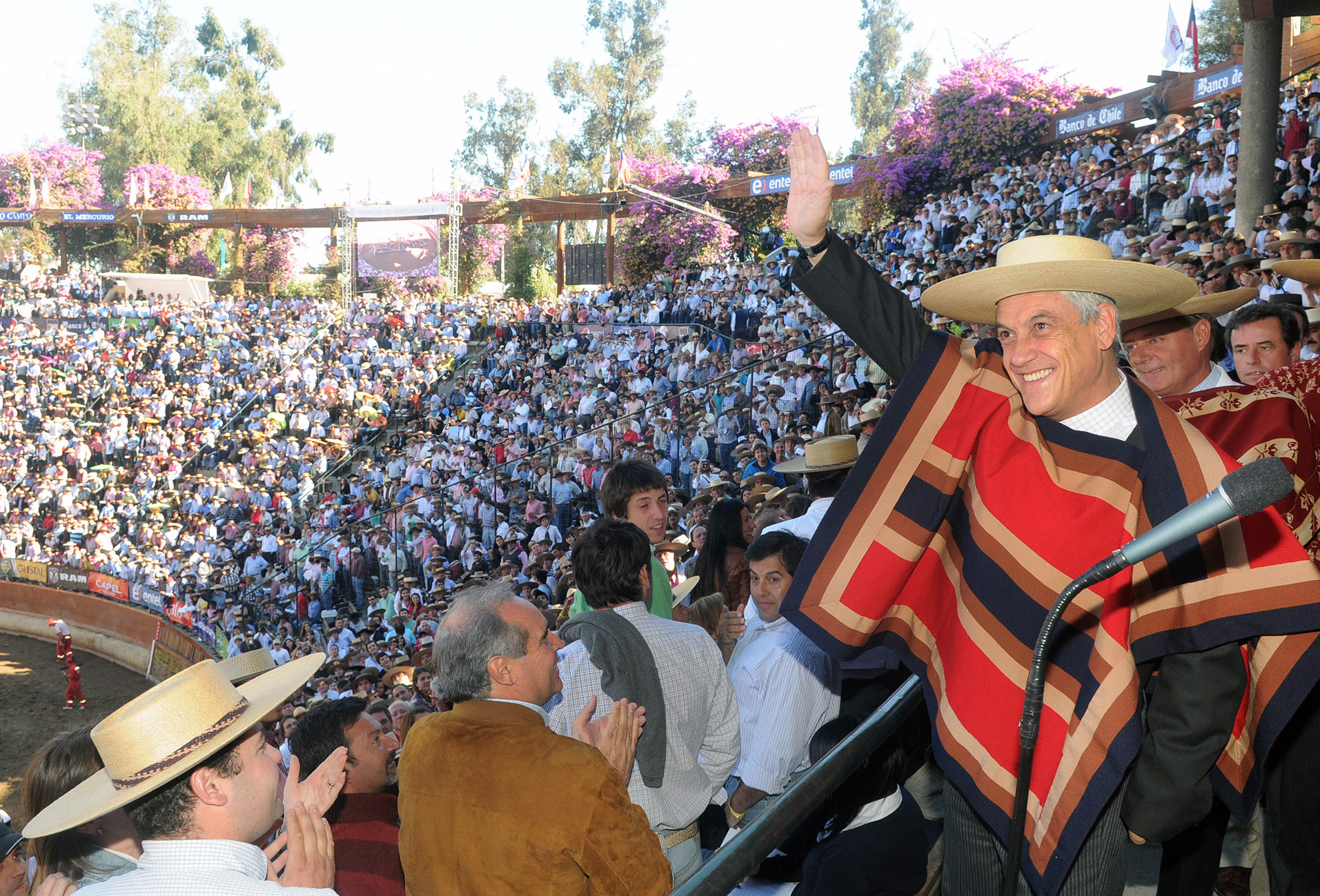
El presidente Sebastián Piñera asistiendo al Champion de Rancagua 2011.

Después del Campeonato Nacional de Rodeo de 2012, que ganó el Criadero Santa Isabel, Juan Carlos Loaiza obtuvo su octavo título nacional, superando a Ramón Cardemil, quien durante 47 años fue el jinete más ganador de campeonatos nacionales. Por su parte Eduardo Tamayo obtuvo su sexto título personal, superando a Ruperto Valderrama, su ídolo máximo del rodeo.
El campeonato de 2013 significó el primer título para la asociación Malleco y también para los jinetes Gustavo Valdebenito y Luis Fernando Corvalán. Al año siguiente Juan Carlos Loaiza alcanzó su histórico noveno título nacional y su compañero Tamayo empataba en campeonatos al mítico Cardemil, con siete. Además Tamayo se convirtió en el jinete más veterano en obtener un título nacional, superando en ese aspecto también a Cardemil.
La sorpresa más grande de la década fue lo acontecido en el Campeonato Nacional de Rodeo de 2015 en donde unos jóvenes Luis Ignacio Urrutia y Juan Ignacio Meza, de 18 y 21 años, respectivamente, lograron el título nacional. Junto a Arremángamelo y Preferido obtuvieron un total de 37 puntos. Urrutia se convirtió en el jinete más joven en ser campeón de Chile, superando la marca de Enrique Schwalm, que en 1980 fue campeón de Chile con 19 años.
En el campeonato de 2016 José Tomás Meza y José Manuel Pozo montando a Disturbio y Perno obtienen el segundo título personal para ambos y además con 41 puntos alcanzaron el puntaje más alto de la década. Un punto menos obtuvieron al año siguiente Juan Antonio Rehbein y Bruno Rehbein, jinetes padre e hijo, hecho histórico al igual que en 1985 con Hernán y Juan Pablo Cardemil.
En la edición de 2018 se celebró el 70° aniversario del campeonato. El presidente Piñera se convirtió en el primer mandatario de Chile en pisar la medialuna de un campeonato nacional, al pronunciar un discurso por el aniversario del campeonato y entregar el apoyo al deporte nacional. Después de largas conmemoraciones Gustavo Valdebenito y Cristóbal Cortina ostentaron su segundo título personal para ambos con 37 puntos y montando a Compadre y Caballero. Luis Eduardo Cortés ganó el movimiento de la rienda montando a Palmeña, siendo su octavo título nacional, superando por uno a José Manuel Aguirre. AL año siguiente el título fue para Alfredo Díaz y Pablo Aninat en Peumo Marcado	y Doña Inés con	40 puntos.
En 2020, producto de la Pandemia de COVID-19 se habían suspendido los principales eventos deportivos a nivel mundial. En el caso del rodeo se alcanzaron a disputar cuatro rodeos clasificatorios, pero el quinto y el campeonato nacional se suspendieron.  La Federación del Rodeo Chileno, mediante un comunicado anunció el 13 de marzo de 2020 que «se suspenderá el campeonato, al igual que los grandes eventos deportivos a nivel nacional e internacional, para posteriormente evaluar y determinar la mejor fecha para la realización de la final nacional chilena». El campeonato finalmente se disputó entre el 8 y el 10 de octubre de 2021 bajo estrictas medidas sanitarias. Los campeones fueron los jinetes Pablo Pino y Diego Tamayo, quienes ganaron el 72.° Campeonato Nacional de Rodeo.
El Campeonato de 2022 se efectuó también con estrictas medidas sanitarias producto de la pandemia. Los siguientes campeonatos se disputaron con normalidad, obteniendo triunfos jinetes de los criaderos Agua de los Campos y Mackena, Doña Dominga y Peleco.

## Clasificación
Las colleras (parejas de jinetes) que logren reunir 15 o más puntos a lo largo de los rodeos de la temporada y que por lo menos ganen un rodeo de segunda categoría, o ganen un segundo lugar de un rodeo de primera categoría, clasifican automáticamente a los rodeos clasificatorios, estando estos divididos en zona Centro-Sur y Centro-Norte, los cuales se realizan dos por zona. En estos rodeos, se clasifican en cada uno de ellos 30 colleras. A este número se agregan los campeones del año anterior del último Campeonato Nacional Rodeo (denominado en jerga común, entre los huasos como "El Chileno"), tanto la collera o pareja que haya obtenido primer lugar como la collera que haya obtenido el segundo lugar. La diferencia entre una y otra, que la collera que obtiene el primer lugar en los campeonatos Nacionales de Rodeo, tienen derecho propio para participar directamente en la Final del Campeonato Nacional, en cambio los segundos campeones del año anterior, deben participar por los lugares que cada serie del campeonato nacional entrega a sus participantes, así peleando por un "cupo", es decir, por un lugar en la serie que le permita participar en la final del campeonato nacional.
Además de los campeones de la edición anterior y los clasificados en los distintos rodeos clasificatorios, se suman los mejores representantes de las regiones de Aisén y de Magallanes y de la Antártica Chilena, debido a que al ser las zonas más australes del país, es muy difícil la práctica del rodeo en estos territorios, además de su costoso transporte.

## Desarrollo del campeonato
Una vez clasificadas todas las colleras, tanto las de los rodeos clasificatorios como por derecho propio (los campeones y vicecampeones anteriores más las colleras de las zonas australes), se da inicio al Campeonato Nacional. Generalmente comienza el primer día viernes de abril de cada año y se realizan las series de clasificación. 
Durante el primer día se disputan cinco series de clasificación. La primera serie en disputarse es la Serie de Criadores, que reparte solo dos cupos para la final. Luego viene la Serie Mixta que reparte dos cupos también. Finalmente se disputan las series de caballos, yeguas y potros, todas con tres cupos para la final.
El día sábado comienzan las series libres. La primera que se realiza es la Primera Serie Libre A, seguida de la Primera Serie Libre B, ambas con cinco cupos para la final. La última serie del sábado es la Segunda Serie Libre A que otorga cuatro plazas.
El día domingo se inicia en la mañana con la última serie de clasificación, la Segunda Serie Libre B, que es la última opción para clasificar a la final (cuatro cupos). Una vez terminada esta última serie están clasificadas la totalidad de las colleras participantes en la Serie de Campeones.
Antes de comenzar la Serie de Campeones se disputa la final del movimiento de la rienda, la prueba femenina por lo general se realiza el día sábado. Al término de esta prueba comienza la gran final del rodeo. Las colleras entran a la medialuna y se realizan una serie de eventos como la elección del sello de raza (mejor ejemplar de la raza), el novillo del silencio (homenaje a los jinetes recientemente fallecidos) y la entonación del Himno Nacional de Chile. Una vez que comienza la Serie de Campeones todas las colleras corren el primer animal (primera etapa). Los que tengan los mejores puntajes pasan al segundo animal y posteriormente lo mismo con el tercer animal. Finalmente las mejores colleras pasan al cuarto y último animal, son alrededor de seis los que disputan la última fase, aunque es relativo ya que depende del puntaje. En cada animal el máximo puntaje que se puede sumar son 13 puntos (tres atajadas de 4 puntos más el punto bueno del apiñadero), por lo tanto el máximo puntaje de un campeonato puede llegar a ser de 52 puntos, aunque lo máximo que se ha hecho es 48 en el año 2006 con los hermanos Claudio y Rufino Hernández.

## Campeones nacionales
Esta tabla contiene los campeones de los distintos campeonatos, desde 1949 hasta su última edición.
| Temporada | Sede                               | Jinete                             | Jinete                             | Caballo                            | Caballo                            | Puntaje                            | Asociación                         |
| --------- | ---------------------------------- | ---------------------------------- | ---------------------------------- | ---------------------------------- | ---------------------------------- | ---------------------------------- | ---------------------------------- |
| 1948-1949 | Rancagua                           | Ernesto Santos                     | José Gutiérrez                     | Bototo                             | Vanidosa                           | 15                                 | Temuco                             |
| 1949-1950 | San Fernando                       | Roberto Palacios                   | Jesús R. Bustamante                | Caduca                             | Satín                              | 16+2                               | San Clemente                       |
| 1950-1951 | Rancagua                           | Manuel Bustamante                  | Antonio Ríos                       | Prestigio                          | Pichanguero                        | 21                                 | Hospital                           |
| 1951-1952 | Chillán                            | René Urzúa                         | Francisco Jara                     | Jovencita                          | Algún Día                          | 14                                 | Chépica                            |
| 1952-1953 | Curicó                             | René Urzúa                         | Pedro Lorca                        | Secretaria                         | Picantita                          | 16                                 | Chépica                            |
| 1953-1954 | Los Andes                          | Alberto Montt                      | Mario Molina                       | Perro                              | Estropajo                          | 21                                 | Rengo                              |
| 1954-1955 | Melipilla                          | Santiago Urrutia                   | Atiliano Urrutia                   | Marmota                            | Mentita                            | 23+7                               | Parral                             |
| 1955-1956 | Chillán                            | Abelino Mora                       | Eliseo Calderón                    | Cervecero                          | Latosito                           | 18                                 | Temuco                             |
| 1956-1957 | Curicó                             | René Urzúa                         | Luis Mayol                         | Cuspe                              | Reñoso                             | 15                                 | Chimbarongo                        |
| 1957-1958 | Osorno                             | Alejandro Hott                     | Julio Hott                         | Huilcoco                           | Felizcote                          | 16                                 | Río Bueno                          |
| 1958-1959 | Melipilla                          | Eduardo Siebert                    | Raúl González                      | Ña Popa                            | Balita                             | 20                                 | Osorno                             |
| 1959-1960 | Maipú                              | Rodolfo Bustos                     | Segundo Zúñiga                     | Por si Acaso                       | Broche                             | 13                                 | San Carlos                         |
| 1960-1961 | Maipú                              | Abelino Mora                       | Miguel Lamoliatte                  | Aceitaíta                          | Pluma                              | 17                                 | Temuco                             |
| 1961-1962 | Los Ángeles                        | Ramón Cardemil                     | Ruperto Valderrama                 | Manicero                           | Matucho                            | 19+2                               | Curicó                             |
| 1962-1963 | Linares                            | Ramón Cardemil                     | Ruperto Valderrama                 | Envidia                            | Venganza                           | 18                                 | Curicó                             |
| 1963-1964 | Ovalle                             | José Manuel Aguirre                | Guillermo Aguirre                  | Ñipán                              | Reparo                             | 16                                 | Los Ángeles                        |
| 1964-1965 | San Fernando                       | Ramón Cardemil                     | Ruperto Valderrama                 | Manicero                           | Matucho                            | 22+6                               | Curicó                             |
| 1965-1966 | Valdivia                           | Abelino Mora                       | Miguel Lamoliatte                  | Aceitata                           | Flecha                             | 24                                 | Temuco                             |
| 1966-1967 | Rancagua                           | Ramón Cardemil                     | Ruperto Valderrama                 | Percala                            | Pelotera                           | 24                                 | Curicó                             |
| 1967-1968 | Rancagua                           | Ramón Cardemil                     | Ruperto Valderrama                 | Manicero                           | Trampero                           | 29                                 | Curicó                             |
| 1968-1969 | Talca                              | Santiago Urrutia                   | Samuel Parot                       | Barranco                           | Huachipato                         | 27                                 | Parral                             |
| 1969-1970 | Osorno                             | Pablo Quera                        | Raúl Cáceres                       | Chinganero                         | Barquillo                          | 25                                 | Curicó                             |
| 1970-1971 | Talca                              | Carlos Gaedicke                    | Arno Gaedicke                      | Manojo                             | Mala Cara                          | 21+7                               | Puerto Octay                       |
| 1971-1972 | Rancagua                           | Ricardo de la Fuente               | Ubaldo García                      | Risueña                            | Borrachita                         | 17                                 | Osorno                             |
| 1972-1973 | Rancagua                           | Ramón Cardemil                     | Manuel Fuentes                     | Tabacón                            | Trampero                           | 22                                 | Curicó                             |
| 1973-1974 | Talca                              | Sergio Bustamante                  | Jesús Bustamante                   | Forastero                          | Carretera                          | 25                                 | Graneros                           |
| 1974-1975 | Rancagua                           | Pablo Quera                        | Raúl Cáceres                       | Taquilla                           | Malagueña                          | 22                                 | Curicó                             |
| 1975-1976 | Rancagua                           | Ramón González                     | Pedro Vergara                      | Placer                             | Angamos                            | 26+5+3+3                           | Rancagua                           |
| 1976-1977 | Rancagua                           | Samuel Parot                       | Eduardo Tamayo                     | Guariqueque                        | Desiderio                          | 27                                 | Osorno                             |
| 1977-1978 | Rancagua                           | Luis Domínguez                     | Alberto Schwalm                    | Vistazo                            | Estribillo                         | 25                                 | Osorno                             |
| 1978-1979 | Rancagua                           | Ricardo de la Fuente               | Julio Buschmann                    | Agora Qué                          | Rastrojo                           | 22                                 | Osorno                             |
| 1979-1980 | Rancagua                           | Ricardo de la Fuente               | Enrique Schwalm                    | Vespertino                         | Estribillo                         | 22                                 | Osorno                             |
| 1980-1981 | Rancagua                           | Ramón Cardemil                     | Manuel Fuentes                     | Bellaco                            | Rival                              | 22                                 | Curicó                             |
| 1981-1982 | Rancagua                           | René Guzmán                        | Boris Guzmán                       | Taponazo                           | Enzarte                            | 21                                 | Mulchén                            |
| 1982-1983 | Rancagua                           | Leonardo García                    | Daniel Rey                         | Alborada                           | Ronquerita                         | 23                                 | Temuco                             |
| 1983-1984 | Rancagua                           | Felipe Jiménez                     | Hugo Navarro                       | Vanidoso                           | Auquincano                         | 26+5                               | Chillán                            |
| 1984-1985 | Rancagua                           | Hernán Cardemil                    | Juan Pablo Cardemil                | Rumana                             | Atinada                            | 25                                 | Curicó                             |
| 1985-1986 | Rancagua                           | Hugo Cardemil                      | Guillermo Barra                    | Salteador III                      | Pensamiento                        | 23                                 | Curicó                             |
| 1986-1987 | Rancagua                           | Juan Carlos Loaiza                 | Carlos Mondaca                     | Papayero                           | Rico Raco                          | 22                                 | Valdivia                           |
| 1987-1988 | Rancagua                           | Juan Carlos Loaiza                 | Carlos Mondaca                     | Papayero                           | Rico Raco                          | 35                                 | Valdivia                           |
| 1988-1989 | Rancagua                           | Jesús Bustamante                   | Vicente Yáñez                      | Estribillo II                      | Consejero                          | 34                                 | Rancagua                           |
| 1989-1990 | Rancagua                           | Hugo Cardemil                      | José Astaburuaga                   | Lechón                             | Reservado                          | 31                                 | Curicó                             |
| 1990-1991 | Rancagua                           | Hugo Cardemil                      | José Astaburuaga                   | Esquinazo                          | Reservado                          | 31                                 | Curicó                             |
| 1991-1992 | Rancagua                           | Jesús Bustamante                   | Vicente Yáñez                      | Esparramo                          | Corsario                           | 37                                 | Rancagua                           |
| 1992-1993 | Rancagua                           | Hugo Cardemil                      | José Astaburuaga                   | Esquinazo                          | Reservado                          | 36                                 | Curicó                             |
| 1993-1994 | Rancagua                           | Juan Carlos Loaiza                 | Eduardo Tamayo                     | Esbelta                            | Escandalosa                        | 35                                 | Valdivia                           |
| 1994-1995 | Rancagua                           | René Guzmán                        | José Manuel Rey                    | Pretal                             | Canteado                           | 40                                 | Melipilla                          |
| 1995-1996 | Rancagua                           | René Guzmán                        | José Manuel Rey                    | Pretal                             | Canteado                           | 31                                 | Bío-Bío                            |
| 1996-1997 | Rancagua                           | Alejandro Alvariño                 | Héctor Navarro                     | Amuleto                            | Morenita                           | 33                                 | Osorno                             |
| 1997-1998 | Rancagua                           | José Manuel Pozo                   | Alejandro Pozo                     | Campo II                           | Peumo                              | 35+11                              | Talca                              |
| 1998-1999 | Rancagua                           | Mario Valencia                     | Cristián Ramírez                   | Bochinchero                        | Huachaco                           | 39                                 | Valparaíso                         |
| 1999-2000 | Rancagua                           | Juan Carlos Loaiza                 | Eduardo Tamayo                     | Escorpión                          | Talento                            | 40                                 | Valdivia                           |
| 2000-2001 | Rancagua                           | Juan Carlos Loaiza                 | Luis Eduardo Cortés                | Banquero                           | Batuco                             | 41                                 | Valdivia                           |
| 2001-2002 | Rancagua                           | Juan Carlos Loaiza                 | Eduardo Tamayo                     | Talento                            | Almendra                           | 36                                 | Valdivia                           |
| 2002-2003 | Rancagua                           | Sebastián Walker                   | Camilo Padilla                     | Lucero                             | Destape                            | 41                                 | Valdivia                           |
| 2003-2004 | Rancagua                           | Gabriel Orphanopoulos              | Mariano Torres                     | Ahí No Más                         | Guapetón                           | 34                                 | Linares                            |
| 2004-2005 | Rancagua                           | Claudio Hernández                  | Rufino Hernández                   | Morenita                           | Inventada                          | 38                                 | Talca                              |
| 2005-2006 | Rancagua                           | Claudio Hernández                  | Rufino Hernández                   | Malulo                             | Estruendo                          | 48                                 | Bío-Bío                            |
| 2006-2007 | Rancagua                           | Juan Carlos Loaiza                 | Eduardo Tamayo                     | Talento                            | Fiestera                           | 38                                 | Valdivia                           |
| 2007-2008 | Rancagua                           | Jesús Rodríguez                    | Christian Pooley                   | Rangoso                            | Canalla                            | 37                                 | Cautín                             |
| 2008-2009 | Rancagua                           | Emiliano Ruiz                      | José Tomás Meza                    | Distinguido                        | Espinudo                           | 39                                 | Cordillera                         |
| 2009-2010 | Rancagua                           | Cristóbal Cortina                  | Víctor Vergara                     | Cumpa                              | Tío Pedro                          | 36                                 | Cordillera                         |
| 2010-2011 | Rancagua                           | Germán Varela                      | Pedro Pablo Vergara                | Fogoso                             | Puntilla                           | 35                                 | O'Higgins                          |
| 2011-2012 | Rancagua                           | Juan Carlos Loaiza                 | Eduardo Tamayo                     | Cantora                            | Alabanza                           | 37                                 | Valdivia                           |
| 2012-2013 | Rancagua                           | Gustavo Valdebenito                | Luis Fernando Corvalán             | Compadre                           | Quiltralco                         | 36+12                              | Malleco                            |
| 2013-2014 | Rancagua                           | Juan Carlos Loaiza                 | Eduardo Tamayo                     | Dulzura                            | Delicada                           | 38                                 | Valdivia                           |
| 2014-2015 | Rancagua                           | Luis Ignacio Urrutia               | Juan Ignacio Meza                  | Arremángamelo                      | Preferido                          | 37                                 | Santiago Sur                       |
| 2015-2016 | Rancagua                           | José Tomás Meza                    | José Manuel Pozo                   | Disturbio                          | Perno                              | 41                                 | Santiago Sur y Talca               |
| 2016-2017 | Rancagua                           | Juan Antonio Rehbein               | Bruno Rehbein                      | Buen Tipo                          | Onofre                             | 40                                 | Llanquihue y Palena                |
| 2017-2018 | Rancagua                           | Gustavo Valdebenito                | Cristóbal Cortina                  | Compadre                           | Caballero                          | 37                                 | Malleco                            |
| 2018-2019 | Rancagua                           | Alfredo Díaz                       | Pablo Aninat                       | Peumo Marcado                      | Doña Inés                          | 40                                 | Santiago Oriente                   |
| 2020      | Cancelado por pandemia de COVID-19 | Cancelado por pandemia de COVID-19 | Cancelado por pandemia de COVID-19 | Cancelado por pandemia de COVID-19 | Cancelado por pandemia de COVID-19 | Cancelado por pandemia de COVID-19 | Cancelado por pandemia de COVID-19 |
| 2019-2021 | Rancagua                           | Pablo Pino                         | Diego Tamayo                       | Fantoche                           | Chacarero                          | 35                                 | Santiago Oriente y Santiago Sur    |
| 2021-2022 | Rancagua                           | Alfredo Moreno                     | Luis Eduardo Cortés                | Bien Pagada                        | Lunática                           | 41                                 | Santiago Sur                       |
| 2022-2023 | Rancagua                           | Cristóbal Cortina                  | Gonzalo Abarca                     | Timbero                            | Abundante                          | 42                                 | Santiago Sur                       |
| 2023-2024 | Rancagua                           | Luis Huenchul                      | Felipe Undurraga                   | Favela                             | Huasteca                           | 41                                 | Colchagua                          |
| 2024-2025 | Rancagua                           | Gustavo Valdebenito                | Felipe Garcés                      | Messi                              | Mamo                               | 32+4                               | Malleco                            |
| 2025-2026 | Rancagua                           |                                    |                                    |                                    |                                    |                                    |                                    |

## Estadísticas

### Campeonatos por jinetes
| Jinete           | Jinete               | Títulos | Subcampeón | Tercero | Años campeón                                         |
| ---------------- | -------------------- | ------- | ---------- | ------- | ---------------------------------------------------- |
| Bandera de Chile | Juan Carlos Loaiza   | 9       | 6          | 5       | 1987, 1988, 1994, 2000, 2001, 2002, 2007, 2012, 2014 |
| Bandera de Chile | Eduardo Tamayo       | 7       | 6          | 5       | 1977, 1994, 2000, 2002, 2007, 2012, 2014             |
| Bandera de Chile | Ramón Cardemil       | 7       | 1          | 4       | 1962, 1963, 1965, 1967, 1968, 1973, 1981             |
| Bandera de Chile | Ruperto Valderrama   | 5       | 0          | 1       | 1962, 1963, 1965, 1967, 1968                         |
| Bandera de Chile | Hugo Cardemil        | 4       | 5          | 0       | 1986, 1990, 1991, 1993                               |
| Bandera de Chile | Gustavo Valdebenito  | 3       | 5          | 1       | 2013, 2018, 2025                                     |
| Bandera de Chile | Ricardo de la Fuente | 3       | 4          | 6       | 1972, 1979, 1980                                     |
| Bandera de Chile | René Urzúa           | 3       | 1          | 3       | 1952, 1953, 1957                                     |
| Bandera de Chile | Jesús Bustamante     | 3       | 1          | 2       | 1974, 1989, 1992                                     |
| Bandera de Chile | José Astaburuaga     | 3       | 1          | 1       | 1990, 1991, 1993                                     |
| Bandera de Chile | Cristóbal Cortina    | 3       | 1          | 1       | 2010, 2018, 2023                                     |
| Bandera de Chile | Abelino Mora         | 3       | 1          | 0       | 1956, 1961, 1966                                     |
| Bandera de Chile | René Guzmán          | 3       | 0          | 0       | 1982, 1995, 1996                                     |
| Bandera de Chile | Samuel Parot         | 2       | 3          | 1       | 1969, 1977                                           |
| Bandera de Chile | Manuel Fuentes       | 2       | 2          | 3       | 1973, 1981                                           |
| Bandera de Chile | Pablo Quera          | 2       | 2          | 1       | 1970, 1975                                           |
| Bandera de Chile | Raúl Cáceres         | 2       | 2          | 1       | 1970, 1975                                           |
| Bandera de Chile | Miguel Lamoliatte    | 2       | 2          | 0       | 1961, 1966                                           |
| Bandera de Chile | Luis Eduardo Cortés  | 2       | 1          | 4       | 2001, 2022                                           |
| Bandera de Chile | Santiago Urrutia     | 2       | 1          | 1       | 1955, 1969                                           |
| Bandera de Chile | Rufino Hernández     | 2       | 1          | 0       | 2005, 2006                                           |
| Bandera de Chile | José Tomás Meza      | 2       | 1          | 0       | 2009, 2016                                           |
| Bandera de Chile | José Manuel Pozo     | 2       | 0          | 2       | 1998, 2016                                           |
| Bandera de Chile | Carlos Mondaca       | 2       | 0          | 1       | 1987, 1988                                           |
| Bandera de Chile | Vicente Yáñez        | 2       | 0          | 0       | 1989, 1992                                           |
| Bandera de Chile | José Manuel Rey      | 2       | 0          | 0       | 1995, 1996                                           |
| Bandera de Chile | Claudio Hernández    | 2       | 0          | 0       | 2005, 2006                                           |

- Un título:
  - 68 jinetes (Ernesto Santos, José Gutiérrez, Roberto Palacios, Jesús Regalado Bustamante, Manuel Bustamante, Antonio Ríos, Francisco Jara, Pedro Lorca, Alberto Montt, Mario Molina, Atiliano Urrutia, Eliseo Calderón, Luis Mayol, Alejandro Hott, Julio Hott, Eduardo Siebet, Raúl González, Rodolfo Bustos, Segundo Zúñiga, José Manuel Aguirre, Guillermo Aguirre, Carlos Gaedicke, Arno Gaedicke, Ubaldo García, Sergio Bustamante, Ramón González, Pedro Vergara, Luis Domínguez, Alberto Schwalm, Julio Buschmann, Enrique Schwalm, Leonardo García, Daniel Rey, Boris Guzmán, Felipe Jiménez, Hugo Navarro, Hernán Cardemil, Juan Pablo Cardemil, Guillermo Barra, Alejandro Alvariño, Héctor Navarro, Alejandro Pozo, Mario Valencia, Cristián Ramírez, Sebastián Walker, Camilo Padilla, Gabriel Orphanopoulos, Mariano Torres, Jesús Rodríguez, Christian Pooley, Emiliano Ruiz, Víctor Vergara, Germán Varela, Pedro Pablo Vergara, Luis Fernando Corvalán, Luis Ignacio Urrutia, Juan Ignacio Meza, Juan Antonio Rehbein, Bruno Rehbein, Alfredo Díaz, Pablo Aninat, Pablo Pino, Diego Tamayo, Alfredo Moreno, Gonzalo Abarca, Luis Huenchul, Felipe Undurraga y Felipe Garcés).

### Campeonatos por asociaciones
- Curicó 14 (1962, 1963, 1965, 1967, 1968, 1970, 1973, 1975, 1981, 1985, 1986, 1990, 1991, 1993)
- Valdivia 10 (1987, 1988, 1994, 2000, 2001, 2002, 2003, 2007, 2012, 2014)
- Osorno 7 (1959, 1972, 1977, 1978, 1979, 1980, 1997)
- Temuco 5 (1949, 1956, 1961, 1966, 1983)
- Santiago Sur 5 (2015, 2016, 2021, 2022, 2023)
- Rancagua 4 (1976, 1989, 1992, 2011)
- Talca 3 (1998, 2005, 2016)
- Malleco 3 (2013, 2018, 2025)
- Parral 2 (1955, 1969)
- Chépica 2 (1952, 1953)
- Bío-Bío 2 (1996, 2006)
- Cordillera 2 (2009, 2010)
- Santiago Oriente 2 (2019, 2021)
- San Clemente 1 (1950)
- Hospital 1 (1951)
- Rengo 1 (1954)
- Chimbarongo 1 (1957)
- Río Bueno 1 (1958)
- San Carlos 1 (1960)
- Los Ángeles 1 (1964)
- Puerto Octay 1 (1971)
- Graneros 1 (1974)
- Mulchén 1 (1982)
- Chillán 1 (1984)
- Melipilla 1 (1995)
- Valparaíso 1 (1999)
- Linares 1 (2004)
- Cautín 1 (2008)
- Llanquihue y Palena 1 (2017)
- Colchagua 1 (2024)